# Companhia Brasileira de Distribuição
La Companhia Brasileira de Distribuição è una azienda di grande distribuzione organizzata brasiliana, che opera sotto il nome di Grupo Pão de Açúcar o GPA.

## Storia
La compagnia fu fondata con il nome di Pão de Açúcar; in seguito ad una politica di acquisizioni fu rinominata Grupo Pão de Açúcar e attualmente opera sotto il nome di GPA, sebbene a tutti gli effetti il suo nome legale sia stato mutato in Companhia Brasileira de Distribuição.
Nel 2009 l'azienda, sotto il controllo di Abílio Diniz, prese il controllo delle catene Casas Bahia, Pontofrio e Extra Hipermercados tuttora detenuta.
Nel 2012 l'intera società è diventata una sussidiaria della francese Groupe Casino.

## Attività
L'azienda è la seconda più grande catena di supermercati in America Latina in termini di fatturato. Inoltre tramite il proprio sito internet è il secondo venditore online del suo paese.

## Brands
- Pão de Açúcar
- Casas Bahia
- Extra
- Assaí Atacadista
- Pontofrio

## Azionariato
- Groupe Casino - 41,3%
- Azioni proprie - 0,1%
- Capitale flottante - 58,6%